# Robert Cissé
Robert Cissé (* 7. Juli 1968 in Bamako) ist ein malischer römisch-katholischer Geistlicher und Erzbischof von Bamako.

## Leben
Robert Cissé studierte Philosophie am Priesterseminar Saint Augustin in Bamako und Katholische Theologie am Priesterseminar St. Pierre Claver in Koumi in Burkina Faso. Am 10. Juli 1993 empfing er in Koutiala das Sakrament der Priesterweihe für das Bistum Sikasso.
Cissé war zunächst als Pfarrvikar in Kimparana (1993–1995) und in Fanterela (1995–1997) sowie als Leiter der Diözesankommission für die Berufungspastoral (1993–1998) tätig, bevor er 1997 Pfarrer in solidum und Moderator der Pfarrei in Sikasso und Kaplan für das Laienapostolat wurde. Von 2000 bis 2002 unterrichtete er am Kleinen Seminar Pie XII in Koulikoro. 2002 wurde Robert Cissé für weiterführende Studien nach Rom entsandt, wo er 2004 an der Päpstlichen Universität Urbaniana ein Lizenziat im Fach Philosophie erwarb. Nach der Rückkehr in seine Heimat wurde er Pfarrer der Pfarrei Notre Dame d’Afrique in Koutiala. Zudem gehörte er von 2004 bis 2009 dem Bischofsrat des Bistums Sikasso an und leitete die Diözesankommission für die Bildung. Darüber hinaus fungierte Cissé von 2005 bis 2011 als nationaler Direktor der Päpstlichen Missionswerke sowie von 2006 bis 2009 als Generalvikar und Mitglied des Diözesanvermögensverwaltungsrats. 2009 wurde er Generalsekretär der Priestervereinigung von Mali und 2010 zusätzlich Verantwortlicher für das Philosophiestudium am Priesterseminar Saint Augustin in Bamako. 2012 setzte Robert Cissé seine Studien an der Päpstlichen Universität Urbaniana fort und wurde 2017 mit der Arbeit Théorie maritainienne de la loi naturelle et la doctrine de saint Thomas d’Aquin („Maritains Theorie des Naturrechts und die Lehre des heiligen Thomas von Aquin“) im Fach Philosophie promoviert. Ab 2018 war Cissé Dekan der Philosophischen Fakultät der Université Catholique de l’Afrique de l’Ouest (UCAO) und ab 2021 zudem Regens ad interim des Priesterseminars Saint Augustin in Bamako.
Am 14. Dezember 2022 ernannte ihn Papst Franziskus zum Bischof von Sikasso. Der Erzbischof von Bamako, Jean Kardinal Zerbo, spendete ihm am 11. Februar 2023 in Sikasso die Bischofsweihe; Mitkonsekratoren waren der Apostolische Nuntius in Mali, Erzbischof Jean-Sylvain Emien Mambé, und der Bischof von Mopti, Jean-Baptiste Tiama.
Am 25. Juli 2024 ernannte ihn Papst Franziskus zum Erzbischof von Bamako. Die Amtseinführung fand am 6. Oktober desselben Jahres statt.

## Schriften
- Théorie maritainienne de la loi naturelle et la doctrine de saint Thomas d’Aquin. Rom 2017.